# Tethina salinicola
Tethina salinicola är en tvåvingeart som beskrevs av Beschovski 1998. Tethina salinicola ingår i släktet Tethina och familjen Canacidae.
Artens utbredningsområde är Frankrike. Inga underarter finns listade i Catalogue of Life.